# 斯坦頓鎮區 (堪薩斯州渥太華縣)
斯坦頓鎮區（英語：Stanton Township）為美國堪薩斯州渥太華縣轄下的鎮區。2010年美国人口普查中此鎮區人口有30人。

## 地理
斯坦頓鎮區涵蓋總面積為94.9平方（36.65平方英里），其中陸地面積為94.8平方（36.61平方英里），水域面積為0.10平方（0.04平方英里）或0.11%。

## 人口統計
根據2010年美國人口普查，斯坦頓鎮區人口有30人，其中男性有16人，女性有14人，人口密度為每平方公里0.32人，住房計22戶。鎮區內的白人有30人，非裔美國人有0人，美洲原住民有0人，亞裔美國人有0人，太平洋島裔美國人有0人，其他種族有0人，混血種族則有0人。此外鎮區內有0人為西班牙裔或拉丁裔美國人。此鎮區之年齡中位數為40.5歲，而男性年齡中位數為33.0歲，女性年齡中位數為47.0歲。